# Solkraft i Sverige
Solkraften i Sverige står för en liten, men snabbt växande, del av landets elförsörjning.
Det fanns 2023 drygt 250 000 solcellsanläggningar i Sverige. Små anläggningar på mindre än 20 kW dominerar produktionen. Den är störst i Götaland och Svealand, medan produktionen är liten i Norrland. Västra Götalands län var den län som hade högst total solelsproduktion 2023. Mätt per person hade istället Skånes län mest solel och per kvadratkilometer hade Stockholms län mest.